# Referéndum constitucional de Francia de mayo de 1946
El 5 de mayo de 1946 se celebró en Francia un referéndum constitucional. Se preguntó a los votantes si aprobaban el proyecto de Constitución propuesto por la Asamblea Constituyente elegida en 1945 (el "Proyecto de Ley Constitucional del 19 de abril de 1946").
El proyecto de Constitución, aprobado por la Asamblea Constituyente el 19 de abril de 1946, fue apoyado por los comunistas y los socialistas. Concentró el poder en una Asamblea unicameral de 600 integrantes —que también elegiría al presidente de la República— y abolía el Senado de Francia.
Moderados, Radicales y el Movimiento Republicano Popular (MRP) hicieron campaña contra el referéndum. La coalición del "No" advirtió a los votantes contra el peligro de una "dictadura" de una Asamblea dominada por los marxistas, que podría cuestionar la existencia de la propiedad privada. En la coalición "Sí", la Sección Francesa de la Internacional Obrera (SFIO) rechazó la propuesta comunista de una campaña común.
El proyecto de Constitución fue rechazado por el 52,8% de los votantes, con una participación del 79,6%. Fue el primer referéndum en Francia en el que se rechazó la propuesta presentada a los votantes.
Como resultado de la votación, la Asamblea Constituyente elegida en 1945 fue disuelta y se celebraron nuevas elecciones para una nueva Asamblea Constituyente el 2 de junio de 1946. Esta segunda Asamblea Constituyente adoptó un proyecto de Constitución diferente el 29 de septiembre de 1946. Este segundo proyecto fue presentado al pueblo francés en el referéndum del 13 de octubre de 1946 y fue aprobada, dando como resultado la promulgación de la Constitución de la Cuarta República Francesa, promulgada como ley por el presidente del Gobierno Provisional el 27 de octubre de 1946.

## Resultados
| Opción                  | Francia Metropolitana | Francia Metropolitana | Total      | Total |
| Opción                  | Votos                 | %                     | Votos      | %     |
| ----------------------- | --------------------- | --------------------- | ---------- | ----- |
| Sí                      | 9 109 771             | 47.0                  | 9 454 034  | 47.2  |
| No                      | 10 272 586            | 53.0                  | 10 584 359 | 52.8  |
| Votos nulos/blancos     | 513 054               | –                     | 528 985    | –     |
| Total                   | 19 895 411            | 100                   | 20 567 378 | 100   |
| Fuente: Nohlen & Stöver |                       |                       |            |       |